# 谷幹一 (1901年生の俳優)
谷 幹一（たに かんいち、1901年7月18日 - 1939年9月12日
）は、日本の俳優である。愛称は「タニカン」、本名は岡村 文雄（おかむら ふみお）である。第二次世界大戦後、同姓同名のコメディアン・俳優の谷幹一が登場したころにはすでに他界していた。

## 人物・来歴
1901年（明治34年）7月18日、東京市京橋区（現在の東京都中央区）に「岡村文雄」として生まれる。
神田区錦町（現在の千代田区神田錦町）にあった錦城学校尋常中学校（現在の錦城学園高等学校）を卒業し、美術学校に入学、日本画を専攻する。19歳になる1920年（大正9年）10月に設立された松竹キネマ研究所に入所、小山内薫に師事した。翌1921年（大正10年）8月には同研究所は解散した。汐見洋が主宰する新劇の劇団「研究座」に入団、『どん底』等の公演に出演した。
1923年（大正12年）9月1日の関東大震災で多くの演劇人・映画人が東京を離れたように、谷も東京を離れ、東亜キネマ甲陽撮影所に入社した。この時点で「谷幹一」と名乗り、1924年（大正13年）、阪田重則監督の『どん底』と『海の悲劇』に出演、スクリーンデビューをした。1925年（大正14年）、吉田百助原作で松竹キネマ・日活と3社競作の『大地は微笑む』に大役で出演、高田稔らスターと共演する。同年引き続いて賀古残夢監督の『春怨』に主演した。同年、賀古監督が東亜キネマ等持院撮影所で撮った『哀愁の丘』に出演した後、日活大将軍撮影所に移籍した。
日活移籍第1作は楠山律監督の浦辺粂子主演作『探偵令嬢』であった。次作は1926年（大正15年）、三枝源次郎監督の『路上の楽園』に主演、浦辺と共演した。阿部豊監督の同年の『足にさはった女』、翌1927年（昭和2年）の『彼を繞る五人の女』という岡田時彦主演作に出演し、注目された。1929年（昭和4年）の現代劇部の太秦移転にともない日活太秦撮影所に異動した。1933年（昭和8年）、久見田喬二監督の時代劇『芝浜の革財布』に主演、山中貞雄監督の時代劇『盤嶽の一生』にも出演した。
1934年（昭和9年）、千葉泰樹監督のサイレント映画『柔道選手の恋』を最後に日活を去り、J.O.スタヂオ（後の東宝映画京都撮影所）や同社内に新設された太秦発声映画でトーキーに出演した。古川緑波のロッパ一座の舞台に出演したこともあった。
1938年夏に実父が死去。この頃母一人子一人の生活の中仕事が激減しており出演作に恵まれず、
親友の杉山昌三九を頼って大都映画などに仕事の仲介を頼んでいたという。
1939年（昭和14年）ころ脳の病気（病名は不明）にかかり、自宅療養の日々が続いたが、杉山を始めとした業界仲間の支えがあり一時回復した。
しかし数か月後に病が再発。以前より悪化の一途を辿り世田谷（当時は荏原郡）の松沢病院にて変わり果てた姿で入院生活を余儀なくされたという。
当時の新聞記事によると友人たちの間で谷一家に援助しようという話が持ちかけられ、松竹時代に懇意であった島津保次郎が発起人となって義捐金を募集したという逸話がある。
友人たちの願いも空しく、1939年（昭和14年）9月12日死去。満38歳の生涯を閉じた。

## おもなフィルモグラフィ
- 『どん底』 : 監督阪田重則、1924年
- 『海の悲劇』 : 監督阪田重則、1924年
- 『大地は微笑む』前篇・後篇 : 監督阪田重則、1925年
- 『春怨』 : 監督賀古残夢、1925年
- 『哀愁の丘』 : 監督賀古残夢、1925年
- 『探偵令嬢』 : 監督楠山律、1925年
- 『路上の楽園』 : 監督三枝源次郎、1926年
- 『陸の人魚』 : 監督阿部ジャック、1926年
- 『足にさはった女』 : 監督阿部豊、1926年
- 『彼を繞る五人の女』 : 監督阿部豊、1927年
- 『維新の京洛 竜の巻・虎の巻』 : 監督池田富保、1928年
- 『東京行進曲』 : 監督溝口健二、1929年
- 『金は天下の廻り持ち』 : 監督徳永フランク、1931年
- 『海のない港』 : 監督村田実、1931年
- 『とかく女と言ふものは』 : 監督倉田文人、1931年
- 『盤嶽の一生』 : 監督山中貞雄、1933年
- 『芝浜の革財布』 : 監督久見田喬二、1933年
- 『二人の新学士』 : 監督田口哲、1933年
- 『柔道選手の恋』 : 監督千葉泰樹、1934年
- 『恋の舗道』 : 監督伊奈精一、1934年
- 『紺屋高尾』 : 監督志波西果、1935年
- 『唄の世の中』 : 監督伏水修、1936年

## 註
1. 1 2  『都新聞』1939（昭和14）年9月17日付、7頁演芸欄
2. 1 2 3 4 5 6 7 8 9 10 11 12  『芸能人物事典 明治大正昭和』、日外アソシエーツ、1998年、「谷幹一」の項。
3. 1 2 3 4 5 6 7 8  #外部リンク、「谷幹一」、日本映画データベース、2009年11月6日閲覧。
4. 1 2  『都新聞』1939（昭和14）年2月23日付。7頁演芸欄
5. 1 2  『都新聞』1939（昭和14）年5月4日付。7頁演芸欄